# Píritu (Portuguesa)
Píritu – miasto w Wenezueli, w stanie Portuguesa, siedziba gminy Esteller.
Według danych szacunkowych na rok 2011 liczyło 27 932 mieszkańców..